# إبر نانوية
الإبر النانوية (بالإنجليزية: Nanoneedle)‏،قد تكون عبارة عن إبر مخروطية أو أنبوبية في نطاق حجم نانومتر، مصنوعة من السيليكون أو نيتريد البورون مع تجويف مركزي بحجم كافٍ للسماح بمرور الجزيئات الكبيرة، أو إبر صلبة مفيدة في مطياف رامان، والثنائيات الباعثة للضوء (LED) و الثنائيات الليزرية.

## الاستخدام

### عدوى الوخز (Impalefection)
في عام 2005، استخدم معهد أبحاث هندسة الخلايا التابع للمعهد الوطني الياباني للعلوم الصناعية المتقدمة والتكنولوجيا (AIST) وجامعة طوكيو للزراعة والتكنولوجيا إبرًا نانوية يتم التحكم فيها بواسطة مجهر القوة الذرية (AFM) لاختراق نواة الخلايا الحية وإدخال جزيئات من الخلايا الحية. الحمض النووي أو البروتينات أو ربما لإجراء جراحة الخلايا. يمكن لهذه التقنية تحديد موضع الإبرة بدقة من خلال مراقبة القوة المبذولة. يمكن إزالة الخلايا المستخدمة لتتبع المرض وتشخيصه وعلاجه من الجسم واستبدالها بعد حقنها. تم قطع الإبر التي يبلغ قطرها 100 نانومتر من أطراف السيليكون AFM باستخدام النقش بشعاع أيون مركّز.
في عام 2009، أنتج الباحثون في جامعة إلينوي 50 إبرة نانوية من نيتريد البورون بقطر نانومتر مع طبقة رقيقة من الذهب، مناسبة للأبحاث الفيزيائية الحيوية. يسمح قطرها باختراق جدران الخلايا بسهولة لتوصيل المادة العضوية أو النقاط الكمومية الفلورية إلى السيتوبلازم أو النواة. ويمكن استخدامه أيضًا كمسبار كهروكيميائي أو جهاز استشعار حيوي بصري في البيئة الخلوية.

### مجهر القوة الذرية
أنتجت جامعة كاليفورنيا، بيركلي في عام 2008 إبرًا نانوية من زرنيخيد الغاليوم (GaAs) والتي تنبعث منها ضوء ساطع للغاية، ولكن ليس بعد الليزر، عند ضخها بصريًا. ويبلغ طولها 3-4 ميكرومتر، وتتناقص إلى أطراف 2-5 نانومتر عبر. بالإضافة إلى الأجهزة الإلكترونية البصرية، ستكون الإبر مفيدة في الفحص المجهري للقوة الذرية (AFM)، ويمكن زراعتها بسهولة في المصفوفات. يمكن أن تؤدي مصفوفات الفحص المجهري للقوة الذرية هذه، إلى جانب إنتاج صور للأسطح ذات دقة ذرية قريبة، إلى أشكال جديدة لتخزين البيانات عن طريق التلاعب المباشر بالذرات. قد تجد الإبر أيضًا استخدامًا في مطياف رامان المعزز، وهي عملية يتم فيها قياس مستويات الطاقة الجزيئية من خلال مقارنة تردد الضوء الساقط مع تردد الضوء الصادر. يسمح طرف الإبرة الحاد بإجراء فحص أكثر دقة للعينة، ربما حتى فحص الجزيئات المفردة.

### بحوث طبية حيوية
أدت الأبحاث التي أجريت في قسم طب النانو والهندسة الطبية الحيوية بجامعة تكساس في عام 2010 إلى إنشاء نوع جديد من الإبر النانوية باستخدام السيليكون. ينتج محلول بيروكسيد الهيدروجين إبرًا مسامية، ويتم التحكم في مساميتها بطولها عن طريق تغيير تركيز البيروكسيد بمرور الوقت. يتم تصنيع الإبر المسامية الملونة بحيث تتحلل بيولوجيًا خلال فترة يمكن التنبؤ بها، وتبلغ مساحة سطحها 120 ضعف مساحة الأسلاك الصلبة المكافئة، مما يجعلها مفيدة كوسائل لتوصيل الأدوية. وبما أن السيليكون المسامي لا يضر الخلايا، فيمكن استخدام الإبر أيضًا لوضع علامة على الخلايا ومراقبة التفاعلات الكيميائية.

## اعتبارات اخلاقية
لقد تم التحذير من قبل مارتن أ. فيلبيرت، أستاذ علم السموم في جامعة ميتشيغان، آن أربور. "إن القدرة على التعامل مع مواد بمقياس نانومتر على المستوى الجزيئي تحمل وعدًا بمنح خصوصية التوصيل الخلوي وتقليل الإصابات المزعجة الجانبية للخلايا المجاورة. وفي سياق الصحة البيئية، سيتعين على المجتمع العلمي أن يولي اهتمامًا وثيقًا لتلك الخصائص الفيزيائية والكيميائية للمواد النانوية الهندسية التي تهزم أو تتحايل على العمليات الخلوية الطبيعية وتتيح نفسها للاختراق العشوائي للحواجز البيولوجية والأنسجة والأنظمة الخلوية.